# Pixel 6
El Pixel 6 y Pixel 6 Pro son un par teléfonos inteligentes con sistema operativo Android 12 actualizable a Android 16, diseñados, desarrollados y comercializados por Google como parte de la línea de productos Google Pixel. En conjunto, sirven como sucesores del Pixel 5. Se anunciaron oficialmente el 19 de octubre de 2021 en el evento 'Pixel Fall Launch' y se lanzaron en nueve países el 28 de octubre de 2021.

## Historia
Google presentó una vista previa de Pixel 6 y Pixel 6 Pro el 2 de agosto de 2021, lo que confirmó los nuevos diseños de los teléfonos y la introducción de su sistema Tensor SoC. Los dispositivos Pixel anteriores habían usado chips de Qualcomm, y Google comenzó a desarrollar sus propios chips (con nombre en código Whitechapel) ya en 2016.  El chip lleva el nombre de TensorFlow de Google y tecnologías Tensor Processing Unit (TPU).
Google inició la campaña de marketing de los teléfonos desde el principio, comenzando con videos en línea,  vallas publicitarias en las principales ciudades,  y anuncios en revistas.  Además, la compañía también se asoció con Channel 4, la NBA, y Snapchat para promocionar los teléfonos.  Además, los modelos de los teléfonos estaban disponibles en exhibición en Google Store Chelsea en la ciudad de Nueva York antes del evento de lanzamiento. 
Los teléfonos no estuvieron disponibles en India tras el lanzamiento debido a problemas con la cadena de suministro. Google también anunció las carcasas oficiales para los teléfonos, así como el cargador inalámbrico Pixel Stand de segunda generación en el evento, con el primero disponible en tres colores cada uno y fabricado con materiales reciclables. Los pedidos anticipados comenzaron el mismo día del anuncio,  y el envío comenzó el 25 de octubre. 

## Diseño
Tanto el Pixel 6 como el Pixel 6 Pro cuentan con un nuevo diseño único que se distingue visualmente de los teléfonos Pixel de la generación anterior, que incluye una barra de cámara grande y un esquema de color de dos tonos en la parte posterior. La parte frontal de ambos teléfonos también cuenta con una muesca en la pantalla perforada en el centro.  Cada uno está disponible en tres colores: Kinda Coral, Sorta Seafoam, Stormy Black, Cloudy White y Sorta Sunny.

## Hardware
El Pixel 6 tiene una pantalla OLED FHD + 1080p de 6.4 pulgadas (160 mm) a 411 ppi con una resolución de 1080 × 2400 píxeles y una relación de 20: 9,  mientras que el Pixel 6 Pro tiene una pantalla QHD + 1440p de 6.7 pulgadas (170 mm) Pantalla OLED LTPO a 512 ppi con una resolución de 1440 × 3120 píxeles y una relación de 19,5: 9. Ambas pantallas son compatibles con HDR10 +; el Pixel 6 tiene una frecuencia de actualización de 90 Hz y el Pixel 6 Pro tiene una frecuencia de actualización variable de 120 Hz. 
Ambos teléfonos contienen una cámara trasera de 50 megapíxeles de ancho y una cámara ultra ancha de 12 megapíxeles, con el Pixel 6 Pro con una cámara trasera con teleobjetivo adicional de 48 megapíxeles. La cámara frontal del Pixel 6 contiene una lente ancha de 8 megapíxeles, mientras que la del Pixel 6 Pro contiene una lente ultra ancha de 11,1 megapíxeles. 
El Pixel 6 tiene una  batería de 4614 mAh, mientras que el Pixel 6 Pro tiene una  batería de 5003 mAh. Ambos teléfonos admiten  carga rápida de 30 W, carga inalámbrica Qi y carga inalámbrica inversa. El Pixel 6 está disponible en 128 o 256 GB de almacenamiento y 8 GB de RAM, y el Pixel 6 Pro está disponible en 128, 256 o 512 GB de almacenamiento y 12 GB de RAM. Además del chip Tensor, ambos teléfonos también están equipados con el módulo de seguridad Titan M2, junto con un escáner de huellas dactilares debajo de la pantalla , altavoces estéreo y Gorilla Glass Victus.

## Software
Al igual que con las generaciones anteriores del teléfono Pixel, Google puso un gran énfasis en la inteligencia artificial y las capacidades de computación ambiental durante el evento 'Pixel Fall Launch', presentando características como Magic Eraser, Face Unblur, Motion Mode, Real Tone, Direct My Call, Wait Times, y Live Translate. Además, el asistente de escritura por voz y corrección gramatical sirven como características exclusivas de la serie Pixel 6. Material You, una variante más personalizada del lenguaje de diseño de Material Design de Google, también fue un foco importante en los esfuerzos de marketing de Google.
Pixel 6 y Pixel 6 Pro se enviaron con Android 12 y la versión 8.4 de la aplicación Google Camera en el lanzamiento. Recibirá al menos tres años de actualizaciones importantes del sistema operativo con soporte que se extenderá hasta 2024, y al menos cinco años de actualizaciones de seguridad con soporte que se extenderá hasta 2026. El evento 'Pixel Fall Launch' coincidió con el lanzamiento de Android 12 para teléfonos Pixel más antiguos, junto con la introducción de Security Sub y Privacy Dashboard. Google también anunció Pixel Pass, un paquete de suscripción similar a Apple One y Xbox All Access que incluye la serie Pixel 6 con Google One, YouTube Premium, YouTube Music Premium, Google Play Pass y garantía extendida.

## Problemas de software
Algunos compradores que habían reservado los teléfonos en el lanzamiento informaron que las pantallas de sus teléfonos mostraban un error de software de «parpadeo de la pantalla» al presionar el botón de encendido con el teléfono apagado. Más tarde, Google emitió una declaración de que el error se solucionará mediante un parche de software en diciembre. El 5 de noviembre de 2021, también se informó que el teléfono marcará aleatoriamente los contactos individuales, si el Asistente de Google está habilitado.

## Recepción
El Pixel Pixel 6 y 6 Pro recibieron mucha atención antes de su lanzamiento, con muchos comentaristas destacando el potencial de su chip Tensor y el debut de Android 12, opinando que era «más emocionante» que el IPhone 13 de Apple. Los comentaristas también notaron la mayor anticipación del Pixel en comparación con las generaciones anteriores de la línea de teléfonos inteligentes Pixel, atribuyéndolo a la revelación prematura del dispositivo por parte de Google y al anuncio del chip Tensor. 
Ambos teléfonos recibieron críticas generalmente positivas después de su lanzamiento. Sus capacidades de cámara, diseño único y rendimiento del chip Tensor fueron ampliamente elogiados, aunque se criticó la velocidad del lector de huellas dactilares y la exclusión del cargador del teléfono.  Los críticos también destacaron las especificaciones premium de los teléfonos y los precios asequibles, mientras que la duración de la batería y la protuberancia de la barra de la cámara recibieron reacciones encontradas. 
Google acomodó el creciente interés por Pixel 6 y Pixel 6 Pro mediante la firma de acuerdos de asociación con más de 45 proveedores de servicios inalámbricos, así como con minoristas en nueve países. Según se informa, la compañía también duplicará la producción de sus teléfonos en comparación con el año pasado en un intento de aumentar su participación de mercado, fabricando aproximadamente 7 millones de dispositivos. Poco después de que los teléfonos se hicieron disponibles para preventa, la Google Store y Google Fi sufrieron interrupciones temporales. Google también atribuyó la demora en los tiempos de envío del modelo Pro a una demanda inesperadamente alta en Google Store, con otros transportistas que también enfrentan retrasos en el envío. 